# Östra Geasjön
Östra Geasjön är en sjö i Hudiksvalls kommun och Ljusdals kommun i Hälsingland och ingår i Delångersåns huvudavrinningsområde. Sjön har en area på 3,16 kvadratkilometer och ligger 293 meter över havet. Sjön avvattnas av vattendraget Getaån.

## Delavrinningsområde
Östra Geasjön ingår i det delavrinningsområde (689431-151717) som SMHI kallar för Utloppet av Östra Geasjön. Medelhöjden är 305 meter över havet och ytan är 10,62 kvadratkilometer. Räknas de 7 avrinningsområdena uppströms in blir den ackumulerade arean 51,16 kvadratkilometer. Getaån som avvattnar avrinningsområdet har biflödesordning 2, vilket innebär att vattnet flödar genom totalt 2 vattendrag innan det når havet efter 116 kilometer. Avrinningsområdet består mestadels av skog (59 procent). Avrinningsområdet har 3,13 kvadratkilometer vattenytor vilket ger det en sjöprocent på 29,5 procent.